# Casa de Coll de Marfà

La Casa de Coll de Marfà, respecte del terme de Castellcir

La Casa de Coll de Marfà fou una masia del terme municipal de Castellcir, al Moianès. En els documents més antics és denominada, senzillament, el Coll. Pertany a l'enclavament de la Vall de Marfà, antiga parròquia de Sant Pere de Marfà, que tingué ajuntament propi entre el 1812 i el 1827, abans d'unir-se en primera instància amb Santa Coloma Sasserra i després, el 1847, amb Castellcir.
Les seves restes estan situades en el sector sud-occidental d'aquest enclavament, prop i al nord del Coll de Marfà, al sud-oest de la masia de Marfà, en el vessant nord del Serrat dels Llamps.
S'hi pot accedir des de Marfà, seguint la pista que des de la casa s'adreça cap al sud-oest i es va enfilant cap al vessant nord del Serrat dels Llamps. D'aquesta manera arriba a Coll de Marfà en poc més d'1,5 quilòmetres. També s'hi pot arribar des de Monistrol de Calders, seguint cap a Pumanyà i Colljovà.
Les restes de la casa, habitada fins a mitjan segle xx, són just al nord del Coll que li dona nom.